# 이집트 제4왕조

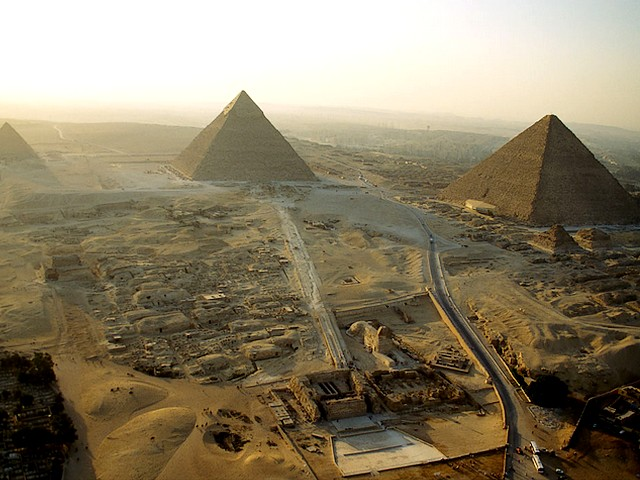

이집트 제4왕조는 이집트 고왕국의 황금 시기로, 기원전 2613년부터 기원전 2500년까지 존속하였다.
제3왕조의 사나크테가 카세켐위의 사위의 자격으로 제3왕조를 열었던 것처럼, 스네프루 역시 후니의 사위가 되어 새로운 왕조를 개척하였다.
제4왕조의 파라오들은 엄청난 규모의 피라미드 건축으로 잘 알려져 있다. 그 규모가 엄청나기 때문인지 헤로도토스조차 자신의 책 《역사》에서 제4왕조 시기가 최근에 있었던 것처럼 잘못 묘사하고 있다.
쿠푸, 카프레, 멘카우레로 이어지는 3대는 세계문화유산으로 지정된 기자의 거대한 피라미드 단지를 남겼다. 특히 쿠푸의 대피라미드는 서기 1300년까지 3000년동안 세계에서 가장 높은 건물이었다.
쿠푸와 카프레의 거대한 피라미드 공사 때문인지, 그 뒤를 이은 멘카우레와 솁세스카프의 치세에는 별다른 대공사도, 해외 원정도, 이민족의 침략도 없는 평화의 시대가 계속되었다. 솁세스카프의 사후 멘카우레의 사위인 우세르카프가 파라오 자리를 계승하여 이집트 제5왕조를 열게 된다.

## 역대 파라오
- 스네프루 (기원전 2613년 ~ 기원전 2589년)
- 쿠푸 (기원전 2589년 ~ 기원전 2566년) : 기자의 대피라미드를 지었다.
- 제데프레 (기원전 2566년 ~ 기원전 2558년)
- 카프레 (기원전 2558년 ~ 기원전 2532년) : 제2피라미드를 지었다.
- 멘카우레 (기원전 2532년 ~ 기원전 2504년) : 제3피라미드를 지었다.
- 솁세스카프 (기원전 2504년 ~ 기원전 2500년)

## 같이 보기
- 쿠푸의 대피라미드
- 카프레의 피라미드(제2피라미드)
- 멘카우레의 피라미드(제3피라미드)
- 기자의 피라미드 단지